# Walter and Connie
Walter and Connie est une série télévisée d'apprentissage de l'anglais réalisée par la BBC Learning English en association avec le British Concil à partir de 1962. Elle est destinée à un public adulte non captif. Pour conserver l'attention du public les auteurs misent sur l'humour,. La série est diffusée dans plus de 50 pays. Les épisodes comportent des scènes avec des acteurs et des séquences en animation limitée.
Une suite est réalisée en 1965 sous le titre Walter and Connie Reporting (« Walter et Connie en reportage »). Elle est destinée à un public ayant un niveau intermédiaire.
Elle sera suivie à partir de 1969 par la série Slim John.

## Contexte
Le développement de la télévision dans le milieu des années 1950 commence à prendre le pas sur la radio en Europe. Depuis 1945, la BBC réalise des émissions radiophoniques d'apprentissage de l'anglais qu'elle diffuse sur son réseau. Dans les années 1960, l'apprentissage d'une langue étrangère n'est pas généralisé, mais le besoin se fait de plus en plus sentir dans le milieu du travail. En France, l'obligation de scolarisation est devenue obligatoire jusqu'à 16 ans que le 6 janvier 1959.

## Synopsis
La série présente un couple de jeunes mariés Walter et Connie dans la vie courante.
Les scènes filmées sont en rapport avec des situations de la vie courante, par exemple dans le premier épisode Walter and Connie At Home (« Walter et Connie à la maison »).
Dans Walter and Connie Reporting (« Walter et Connie en reportage ») Walter est reporter dans un journal et le couple a un fils Gordon.

## Fiche technique
Les auteurs sont John Wiles et Richard Donald Lewis (en), ils sont assistés par William Stannard Allen. L'illustrateur est Geoffrey Collins.

## Distribution
Brian McDermott : Walter
Anne Lawson: Connie

## Épisodes
Chacun des 39 épisodes de la série environ dure 14 minutes  30 secondes.

### Walter and Connie

#### Première partie
| #  | Title                               |
| -- | ----------------------------------- |
| 1  | Walter and Connie At Home           |
| 2  | Walter and Connie In A Shop         |
| 3  | Walter and Connie Moving Furniture  |
| 4  | Walter and Connie Selling Books     |
| 5  | Walter and Connie In The Country    |
| 6  | Walter and Connie At The Seaside    |
| 7  | Connie and The Burglars             |
| 8  | Walter and Connie Painting A House  |
| 9  | Walter And The Parcel               |
| 10 | Walter and Connie In The Restaurant |
| 11 | Walter and Connie In A Factory      |
| 12 | Walter and Connie In A Garage       |
| 13 | Walter and Connie On The Farm       |

#### Deuxième partie
| #  | Title                                          |
| -- | ---------------------------------------------- |
| 14 | Walter and Connie As Cooks                     |
| 15 | Walter and Connie As Baby-Sitters              |
| 16 | Walter and Connie At The Office                |
| 17 | Walter The Business Man                        |
| 18 | Walter and Connie At The Changing Of The Guard |
| 19 | Walter In Hospital                             |
| 20 | Walter and Connie As Detectives                |
| 21 | Walter and Connie Selling Cars                 |
| 22 | Walter and Connie At The Races                 |
| 23 | Connie In The Air                              |
| 24 | Walter In A Motor-Cycle Race                   |
| 25 | Walter In Court                                |
| 26 | Walter and Connie As Guides To London          |

#### Troisième partie
| #  | Title                                |
| -- | ------------------------------------ |
| 27 | Connie's Sewing Party                |
| 28 | Walter As A Music Teacher            |
| 29 | Connie's Birthday Present            |
| 30 | Walter and Connie In The Library     |
| 31 | Walter As A Photographer             |
| 32 | Walter As A Newspaper Reporter       |
| 33 | Walter and Connie Find A Masterpiece |
| 34 | Walter and Connie At The Museum      |
| 35 | Walter and Connie On The Stage       |
| 36 | Walter Plays Football                |
| 37 | Walter and Connie And The Old Lady   |
| 38 | Walter Writes A Story                |
| 39 | Walter and Connie Go To A Party      |

### Première partie
| #  | Title                     | Titre français              |
| -- | ------------------------- | --------------------------- |
| 1  | Naming The Baby           | Le baptême de bébé          |
| 2  | Going Out To Dinner       | L'invitation à diner        |
| 3  | The Birds Nest            | Le nid d'oiseau             |
| 4  | The Plant Pot             | Le pot de fleurs            |
| 5  | The Present               | Le cadeau                   |
| 6  | A Rise In Salary          | Une augmentation de salaire |
| 7  | The New Factory           | La nouvelle usine           |
| 8  | A Visit To The General    | La visite au général        |
| 9  | On The Train              | Dans le train               |
| 10 | At The Town Hall          | A l'hôtel-de-ville          |
| 11 | The Darts Match           | La partie de flèchettes     |
| 12 | The Cuff-Links            | Les boutons de manchettes   |
| 13 | The Baby Goes To Hospital | Bébé va à l'hôpital         |

### Deuxième partie
| #  | Title                | Titre français               |
| -- | -------------------- | ---------------------------- |
| 14 | The mouse            | La souris                    |
| 15 | A Fire at the Office | Un incendie au bureau        |
| 16 | The theatre          | Au théâtre                   |
| 17 | The parrot           | Le perroquet                 |
| 18 | The Guitar Player    | Le guitariste                |
| 19 | The Tailor's shop    | Chez le tailleur             |
| 20 | At the Waxworks      | Au musée des figures de cire |
| 21 | The driving lesson   | La leçon de conduite         |
| 22 | The Strange House    | La maison mystérieuse        |
| 23 | The New Hat          | Le chapeau neuf              |
| 24 | The brooch           | La broche                    |
| 25 | The Lost Baby        | Le bébé perdu                |
| 26 | On the Land          | Retour à la terre            |

### Troisième partie
| #  | Title                          | Titre français                    |
| -- | ------------------------------ | --------------------------------- |
| 27 | A Day with the Navy            | Une journée avec la Marine royale |
| 28 | A Visit to a New University    | Visite d'une nouvelle université  |
| 29 | Mending the Pipe               |                                   |
| 30 | The Fishing Competition        |                                   |
| 31 | The Missing Wife               |                                   |
| 32 | The Raincoat                   |                                   |
| 33 | On the River                   |                                   |
| 34 | At the Zoo                     |                                   |
| 35 | On the Motorway                |                                   |
| 36 | A Call from the Police         |                                   |
| 37 | The Famous Actor/The Film Star |                                   |
| 38 | The New Look                   |                                   |
|    |                                |                                   |

## Méthode d'apprentissage
William Stannard Allen est le conseiller linguistique de la série. La grammaire est abordée par induction et de manière répétitive mais en modifiant la forme pour ne pas lasser.

## Matériel d'accompagnement

### Livres
Les émissions sont accompagnées de 3 livres qui traitent des épisodes de 1 à 13, 14 à 26 et 27 à 39.

### Disques
Des disques 33 tours sont aussi disponibles sous le titre Walter And Connie On Record (« Les enregistrements de Walter et Connie »).

## Diffusion
| Pays      | Première diffusion       | Diffuseur                            | Remarques                                                                               |
| --------- | ------------------------ | ------------------------------------ | --------------------------------------------------------------------------------------- |
| Allemagne | À partir du 6 avril 1963 | ARD                                  | L'émission est diffusée le samedi à 14 h 30 et rediffusée le lendemain à la même heure. |
| Australie |                          | Australian Broadcasting Corporation  | L'émission est sponsorisée par le département de l'immigration.                         |
| Chine     |                          |                                      |                                                                                         |
| Danemark  |                          |                                      |                                                                                         |
| Espagne   | 1963                     | Academia TV                          |                                                                                         |
| Finlande  | 1963                     |                                      |                                                                                         |
| France    | De janvier à avril 1963  | Institut pédagogique national        | L'émission est diffusée le samedi après midi.                                           |
| Inde      |                          |                                      |                                                                                         |
| Iran      |                          |                                      |                                                                                         |
| Italie    |                          | Rai,                                 |                                                                                         |
| Pays Bas  |                          | Nederlandse Televisie Stichting (nl) |                                                                                         |
| Norvège   |                          | NRK                                  |                                                                                         |
| Suisse    | 1963                     |                                      |                                                                                         |

## Public
En France, le public est plutôt constitué d'adultes faux-débutants que de personnes découvrant la langue. Dans une France qui n'est équipée qu'à 25% d'une télévision, le public est plutôt aisé,.

## Produits dérivés
- Article humoristique du Spiegel [16]
- Disque 45 tours 1965 : Walter and Connie, par Brian McDermott, Anne Lawson (Imperial Records (EMI Group)

1. In The Park
2. What Is This?[17]